# Xã White, Quận Pike, Arkansas
Xã White (tiếng Anh: White Township) là một xã thuộc quận Pike, tiểu bang Arkansas, Hoa Kỳ. Năm 2010, dân số của xã này là 618 người.